# Greenhorn (Oregon)
Greenhorn est une municipalité américaine située dans les comtés de Baker et de Grant en Oregon. Elle s'étend sur 0,09 milles carrés (0,23 km2), dont 0,08 milles carrés (0,21 km2) dans le comté de Baker.
La ville est fondée en 1891 et devient une municipalité en 1903. Greenhorn compte jusqu'à 1 500 habitants lors de la ruée vers l'or, avant de décroître peu à peu. Au recensement de 2010, Greenhorn ne compte plus aucun habitant et dix foyers. Il s'agit principalement de résidences secondaires de montagne, propriétés d'habitants de la région de Portland.